# Pallavolo ai Giochi della XXVII Olimpiade
La pallavolo alle Olimpiadi estive del 2000 di Sydney fu rappresentata da due eventi:
- il torneo femminile, dal 16 settembre al 30 settembre
- il torneo maschile, dal 17 settembre al 1º ottobre.

## Podi
| Evento                         | Oro        | Argento | Bronzo  |
| Pallavolo maschile (dettagli)  | Jugoslavia | Russia  | Italia  |
| Pallavolo femminile (dettagli) | Cuba       | Russia  | Brasile |

## Partecipanti
Atleti partecipanti all'olimpiade:
- Maschi 155
- Femmine 132
- Totale 287